# Ceratonyx candida
Ceratonyx candida är en fjärilsart som beskrevs av Smith 1890. Ceratonyx candida ingår i släktet Ceratonyx och familjen mätare. Inga underarter finns listade i Catalogue of Life.